# دار القوارير
دار القوارير؛ هي دار بناها الخليفة القرشي هارون الرشيد ما بين عامي 170 هـ إلى 191 في الجانب الشرقي من المسجد الحرام. وبعد 100 عام من بناء الدار تحولت إلى رباط سمي برباط السدرة، وفي سنة 874 للهجرة تحولت إلى مدرسة السلطان قايتباي .
ذكر المؤرخ القرشي محمد بن أحمد الحسني أن دار أمير المؤمنين هارون الرشيد ما بين الصفا والمروة وقد أُدخل فيها بئر سجلة أو بئر بني نفيل أو بير جبير ابن مطعم بن عدي بن نوفل بن عبدمناف. فيما يذكر ياقوت في كتابه معجم البلدان أن دار القوارير من أملاك عتبة بن ربيعة بن عبدشمس ابن عبدمناف ثم انتقلت إلى العباس بن عتبة بن أبي لهب ثم إلى أم جعفر زبيدة بنت أبي الفضل بن المنصور التي استخدمت القوارير في بنائها فأطلق عليها لاحقًا اسم دار القوارير، ليبنيها حماد في خلافة هارون الرشيد.
أمر قايتباي وكيله شمس الدين محمد بن عمر بناء مدرسة لتدريس المذاهب الأربعة ورباطًا يسكنه الفقراء في موضع رباط السدرة، وأوقف عليه ممتلكات يوزع ريعها على معلمي المدرسة والفقراء. وأُلحق بالمدرسة منزل الشريفة شمسية من بنو حسن بعد هدمه وجعل فيه 72 خلوة مشرفة على المسجد الحرام ومكتبة ومأذنه، استخدم في بنائها الرخام الملون والسقف الذهبي وعين فيها أربعة معلمين على المذاهب الأربعة و أربعون طالبًا و خازنًا للمكتبه. انتهى بناء المدرسة والخلوة عام 884 للهجرة.
بعد تعاقب السنوات ضاع أغلب الوقف على أيدي المستفيدين، ذكر الغازي أنه في زمنه قد توقف التدريس فيها وأصبحت سكنًا لأمير الحج أيام موسم الحج ومسكنًا لغيرهم من الأمراء في بقية أيام السنة، وقد وثق محمد لبيب البتنوني في كتابه الرحلة الحجازية عام 1327هـ تحويل المدرسة إلى مسكنًا لبعض أشراف ذوي غالب ومن ممتلكاتها في ذلك الوقت.